# 格雷斯港县
格雷斯港縣（英語：Grays Harbor County）是美国华盛顿州西部的一個郡，西臨太平洋。根據2020年美國人口普查，共有人口75,636人。縣治蒙特萨诺，最大城市阿伯丁。
該郡於1854年4月14日自瑟斯顿县獨立，原名舍黑利斯縣（Chehalis County），1915年更為現名。縣名來自該郡西南角的一個河口港灣。1792年5月7日，波士顿的皮草貿易商羅伯特·格雷把這個港灣命名為「灰雀港」（Bullfinch Harbor），之後地圖學家把這裡標記為舍黑利斯灣（Chehalis Bay），最後才變成格雷斯港。 （页面存档备份，存于）

## 地理
根據美国人口普查局，本郡的總面積為5,760平方（2,224平方英里），其中陸地面積占4,930平方（1,902平方英里）、水域面積占830平方（322平方英里） （14.5%）。

### 地理特色
- 舍黑利斯河（英语：Chehalis River (Washington)）
- 格雷斯港（英语：Grays Harbor）
- 杭普圖利普斯河（英语：Humptulips River）
- 霍奎厄姆河（英语：Hoquiam River）
- 昆諾特湖（英语：Lake Quinault）
- 奥林匹克山脉
- 奧林匹克半島
- 太平洋
- 昆諾特河（英语：Quinault River）
- 昆諾特雨林（英语：Quinault Rainforest）
- 薩特索普河（英语：Satsop River）
- 威西卡河（英语：Wishkah River）
- 懷努奇河（英语：Wynoochee River）

### 主要公路
- 12号美国国道
- 101号美国国道
- 8號華盛頓州州道（英语：Washington State Route 8）

### 毗鄰郡
- 北－傑佛遜縣
- 東北－梅森县
- 東／東南－瑟斯顿县
- 東南／南－劉易斯縣
- 南－太平洋縣

### 國家保護區
- 舍黑利斯印第安保留地（英语：Chehalis Indian Reservation）
- 鮑勃上校荒野保護區（英语：Colonel Bob Wilderness）
- 科帕利斯國家野生動物保護區（英语：Copalis National Wildlife Refuge）
- 格雷斯港國家野生動物保護區（英语：Grays Harbor National Wildlife Refuge）
- 奥林匹克国家森林（部分）
- 奧林匹克國家公園（部分）
- 昆諾特印第安保留地（英语：Quinault Indian Reservation）

## 資料來源
1. ↑  . 美國人口普查局.   [2024-11-09]. （原始内容存档于2024-07-18）.
2. ↑  . National Association of Counties.   [2011-06-07].
3. ↑  . HistoryLink.org. 2003-03-06  [2014-01-21]. （原始内容存档于2008-01-19）.
4. ↑  . 2002  [2014-01-21]. （原始内容存档于2010-03-10）.
5. ↑  . United States Census Bureau. 2011-02-12  [2011-04-23].

## 外部連結
- （英文） 官方網站 （页面存档备份，存于）